# Taudactylus
Taudactylus é um gênero de anfíbios da família Myobatrachidae.
As seguintes espécies são reconhecidas:
- Taudactylus acutirostris (Andersson, 1916)
- †Taudactylus diurnus Straughan & Lee, 1966
- Taudactylus eungellensis Liem & Hosmer, 1973
- Taudactylus liemi Ingram, 1980
- Taudactylus pleione Czechura, 1986
- Taudactylus rheophilus Liem & Hosmer, 1973